# ニシュ
ニシュ（セルビア語: Niš/Ниш セルビア語発音: [nîːʃ]）は、セルビア南部の都市、およびそれを中心とした自治体。首都ベオグラード、ノヴィ・サドに次ぐセルビア第3の都市で、ニシャヴァ郡の行政的な中心地である。2011年の国勢調査によると、市域人口は192,208人、行政区域全域では257,867人であった。
ニシュはバルカン半島でも最も古い歴史を持つ都市の一つであり、古代からオリエントと西側の世界を結ぶ玄関口として栄えてきた。 鉄器時代にトラキア人がこの地域に居住し始め、ケルト人の渡来後はスコルディスキが地域を治めた。紀元前75年にはローマ人により征服され、ミリタリス街道の要衝として発展した。
ニシュは、ローマ帝国皇帝として初めてキリスト教を信仰したコンスタンティヌス1世の生誕地としても知られ、彼の名はコンスタンティヌス大帝空港に残っている。また、コンスタンティウス3世やユスティヌス1世の生誕地でもある。
現代のニシュは、セルビアにおける重要な産業と教育の中心の一つであり、電気産業、機械工学、織物、タバコ産業の中心地でもある。2013年には、ミラノ勅令発布1700周年を記念した催しが行われた。

## 呼称

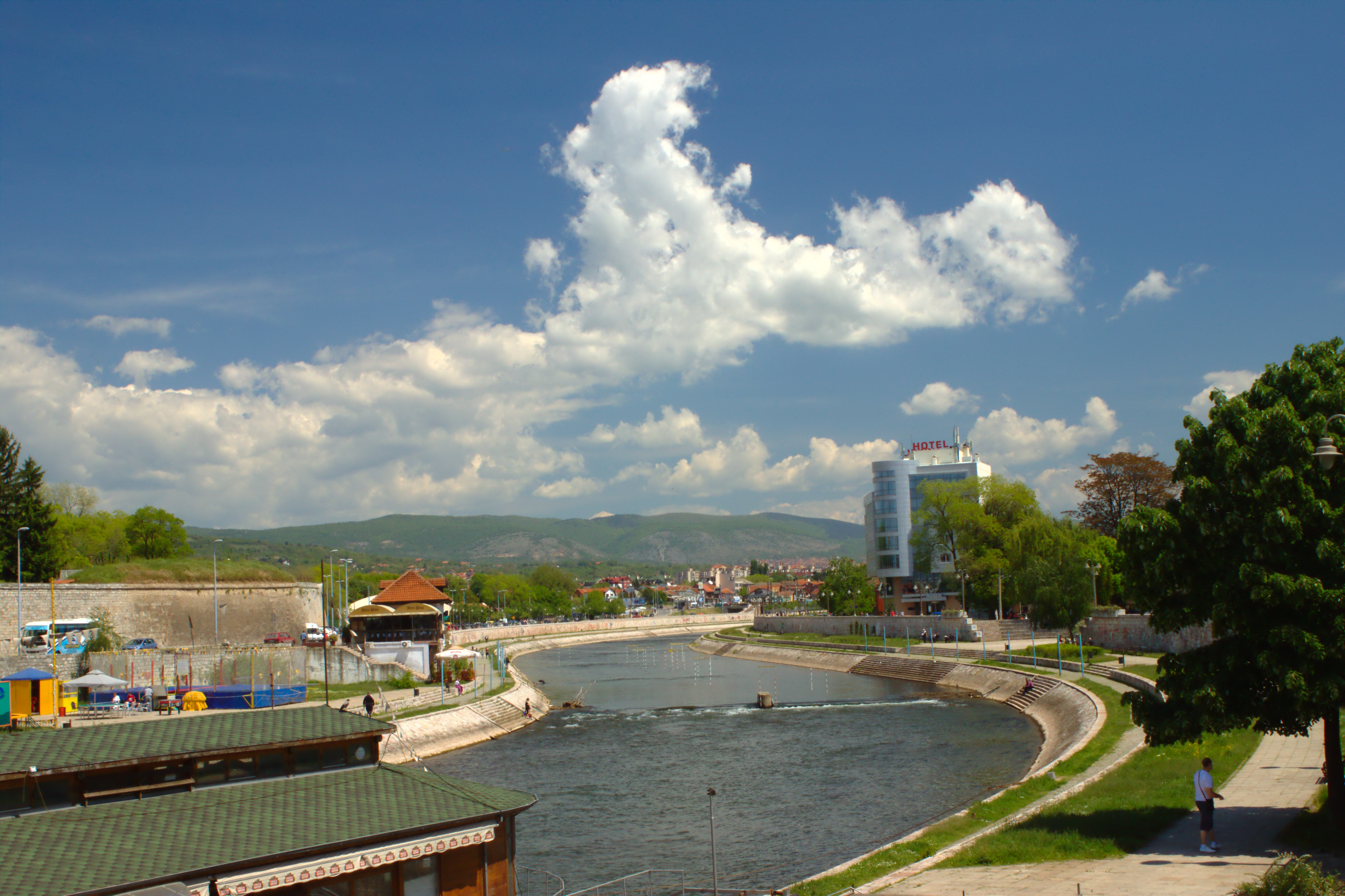
市内を流れるニシャヴァ川

ニシュは、古セルビア語および古ブルガリア語で Нишь または Ньшь (Nyšь) として知られていた。都市の古代名は Naissus であり、この町を流れるニシャヴァ川のケルト語名 Nāvia（谷）に由来する Nāviskos から派生したと考えられている。歴史的な資料では Naissus, Ναϊσσός, Naessus, urbs Naisitana, Нишь, Ньшь, Nisso, Nix などの名前で言及されている。

## 地理
ニシュは北緯43度19分、東経21度54分に位置し、ニシャヴァ川流域の東側、南モラヴァ川の合流点近くに位置する。市街中心部の中央広場の海抜は194 mである。最高地点はスヴァ・プラニアのスコロヴ・カメン（ハヤブサ岩）で海抜 (1523m) で、最低地点はニシャヴァ川合流地点近くのトルパレで、海抜 173 mである。市を構成する5つの自治体の面積は596.71 km2である。

### 気候
ニシュの年間平均気温は11.2℃である。最暖月は7月で平均気温は21.2℃、最寒月は1月で 平均気温は0.2℃である。年間の平均降雨量は567.25 mmで、平均気圧が992.74 hPa、年間平均降雨日は123日で45日間は雪に覆われる。
| ニシュ (1981-2010)の気候                             | ニシュ (1981-2010)の気候 | ニシュ (1981-2010)の気候 | ニシュ (1981-2010)の気候 | ニシュ (1981-2010)の気候 | ニシュ (1981-2010)の気候 | ニシュ (1981-2010)の気候 | ニシュ (1981-2010)の気候 | ニシュ (1981-2010)の気候 | ニシュ (1981-2010)の気候 | ニシュ (1981-2010)の気候 | ニシュ (1981-2010)の気候 | ニシュ (1981-2010)の気候 | ニシュ (1981-2010)の気候 |
| 月                                                   | 1月                      | 2月                      | 3月                      | 4月                      | 5月                      | 6月                      | 7月                      | 8月                      | 9月                      | 10月                     | 11月                     | 12月                     | 年                       |
| ---------------------------------------------------- | ------------------------ | ------------------------ | ------------------------ | ------------------------ | ------------------------ | ------------------------ | ------------------------ | ------------------------ | ------------------------ | ------------------------ | ------------------------ | ------------------------ | ------------------------ |
| 最高気温記録 °C （°F）                               | 21.7 (71.1)              | 23.5 (74.3)              | 28.6 (83.5)              | 33.0 (91.4)              | 34.7 (94.5)              | 40.3 (104.5)             | 44.2 (111.6)             | 42.2 (108)               | 37.2 (99)                | 32.6 (90.7)              | 29.0 (84.2)              | 22.2 (72)                | 44.2 (111.6)             |
| 平均最高気温 °C （°F）                               | 5.3 (41.5)               | 7.3 (45.1)               | 13.7 (56.7)              | 19.3 (66.7)              | 24.6 (76.3)              | 28.2 (82.8)              | 30.8 (87.4)              | 31.1 (88)                | 25.1 (77.2)              | 19.4 (66.9)              | 13.6 (56.5)              | 6.8 (44.2)               | 18.8 (65.8)              |
| 日平均気温 °C （°F）                                 | 0.8 (33.4)               | 2.1 (35.8)               | 7.5 (45.5)               | 12.6 (54.7)              | 17.5 (63.5)              | 20.9 (69.6)              | 23.0 (73.4)              | 23.1 (73.6)              | 17.7 (63.9)              | 12.6 (54.7)              | 7.5 (45.5)               | 2.6 (36.7)               | 12.3 (54.1)              |
| 平均最低気温 °C （°F）                               | −2.3 (27.9)              | −1.6 (29.1)              | 2.7 (36.9)               | 6.8 (44.2)               | 11.3 (52.3)              | 14.4 (57.9)              | 16.2 (61.2)              | 16.2 (61.2)              | 12.0 (53.6)              | 7.7 (45.9)               | 3.2 (37.8)               | −0.3 (31.5)              | 7.2 (45)                 |
| 最低気温記録 °C （°F）                               | −23.7 (−10.7)            | −19.3 (−2.7)             | −13.2 (8.2)              | −5.6 (21.9)              | −1.0 (30.2)              | 4.2 (39.6)               | 4.1 (39.4)               | 4.6 (40.3)               | −2.2 (28)                | −6.8 (19.8)              | −14.0 (6.8)              | −15.8 (3.6)              | −23.7 (−10.7)            |
| 降水量 mm （inch）                                   | 38.8 (1.528)             | 36.8 (1.449)             | 42.5 (1.673)             | 56.6 (2.228)             | 58.0 (2.283)             | 57.3 (2.256)             | 44.0 (1.732)             | 46.7 (1.839)             | 48.0 (1.89)              | 45.5 (1.791)             | 54.8 (2.157)             | 51.5 (2.028)             | 580.3 (22.846)           |
| 平均降水日数 （≥0.1 mm）                             | 13                       | 13                       | 12                       | 13                       | 12                       | 11                       | 9                        | 8                        | 9                        | 9                        | 11                       | 14                       | 134                      |
| % 湿度                                               | 80                       | 74                       | 66                       | 63                       | 65                       | 65                       | 61                       | 61                       | 69                       | 73                       | 77                       | 81                       | 70                       |
| 平均月間日照時間                                     | 64.5                     | 93.3                     | 147.8                    | 171.5                    | 220.9                    | 251.2                    | 286.7                    | 274.3                    | 201.9                    | 150.5                    | 85.9                     | 49.4                     | 1,997.7                  |
| 出典：Republic Hydrometeorological Service of Serbia |                          |                          |                          |                          |                          |                          |                          |                          |                          |                          |                          |                          |                          |

## 歴史

### 古代
ニシュとその周辺には、新石器時代（紀元前5000年から紀元前2000年）の住居跡が発見されている。特に注目すべきはフムスカ・チュカ (Humska Čuka) 遺跡である。鉄器時代にはトラキア人が出現し、その後、ダキア人の町アイアダヴァ（現在のベラ・パランカ）はローマ時代にレメシアナとして知られるようになった。紀元前424年ごろには、トラキア人の部族であるトリバッリがこの地域を支配した。紀元前279年にはケルト人が渡来し、スコルディスキがトリバッリを征服、ナヴィッソス (Navissos) と呼ばれる町が形成された。

### ローマ時代

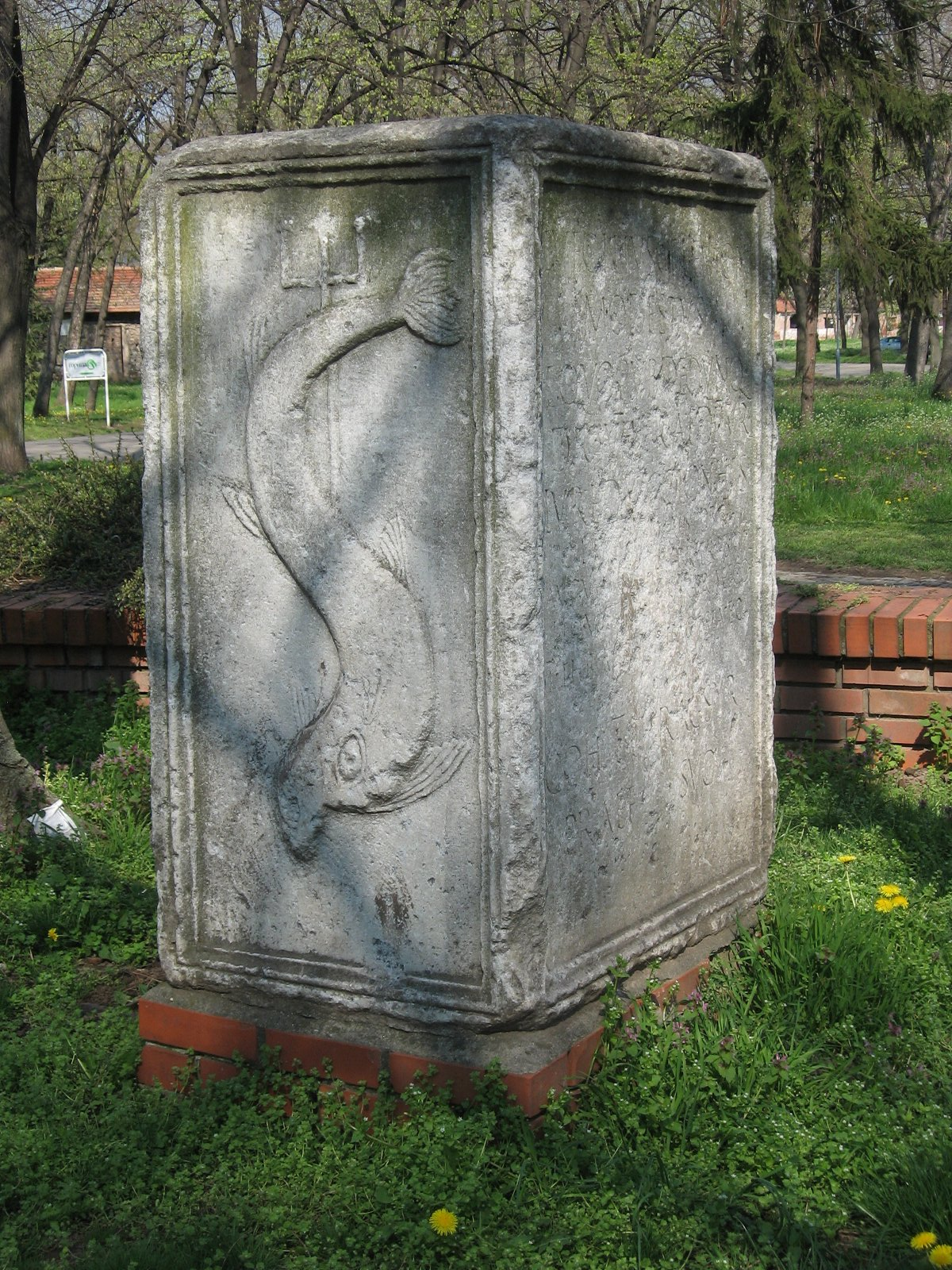
ナイススのラピダリウム

バルカン半島がローマに征服された紀元前175年から紀元前168年の間、ナイッソス (Naissos、あるいはナイスス Naissus）は軍事基地として使用された。2世紀初頭にはクラウディオス・プトレマイオスがこの地を記録している。ローマによる支配下で、町はダルダニア戦争（紀元前75年-紀元前73年）中に軍事拠点として重要視された。ナイッソスは1世紀初頭にミリタリス街道が建設され、重要な交通の要衝となった。5つの主要な街道が交差するこの地は、軍事的にも経済的にも重要な拠点であった。

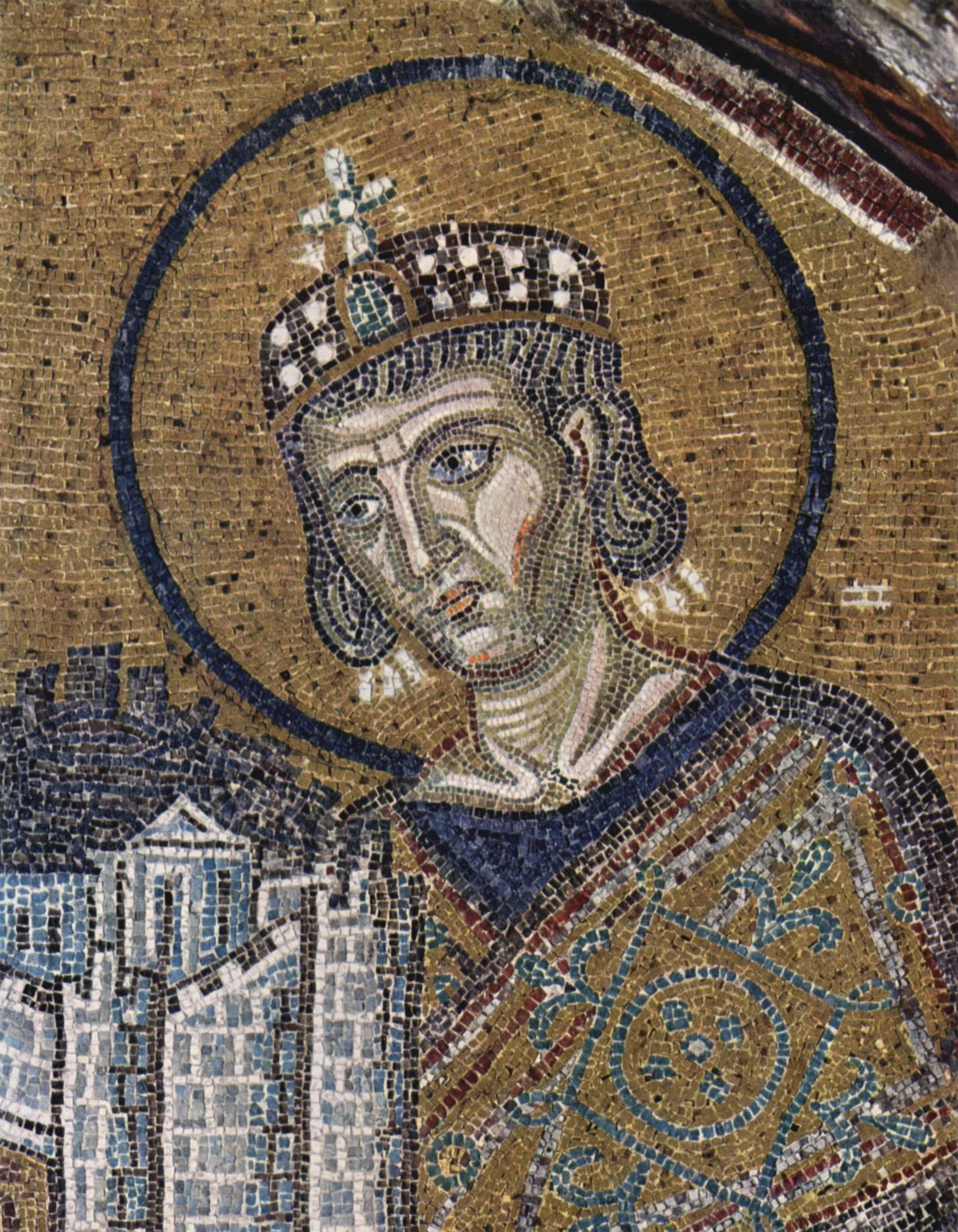
アヤソフィアのコンスタンティヌス1世のモザイクc. 1000

3世紀の危機にあった268年、ナイススはゴート族の侵入を受けるが、クラウディウス・ゴティクスによってゴート族は撃退され、3万から5万人が戦死したとされる。272年、後の皇帝コンスタンティヌス1世がナイススで生まれた。彼はナイススを首府とし、都市を再興した。彼の邸宅跡はニシュ郊外のメディアナにあり、重要な遺跡となっている。

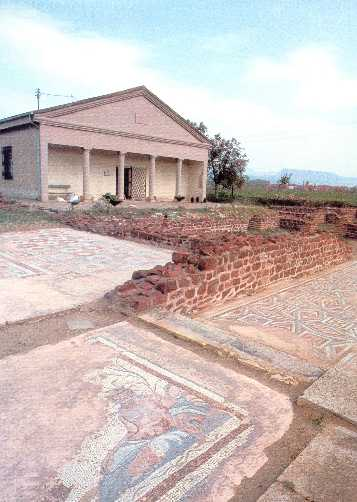
メディアナのモザイク

364年、メディアナでウァレンティニアヌス1世とウァレンスが帝国を分割し共同皇帝となった。ユリアヌス皇帝の治世下で城壁が強化され、ナイススは繁栄を極めた。しかし、443年にはフン族の王アッティラによって破壊され、町は衰退した。ユスティニアヌス1世の治世で一時的に復興されたが、再び繁栄することはなかった。プロコピオスの記録には Naissopolis として言及されている。

### 中世

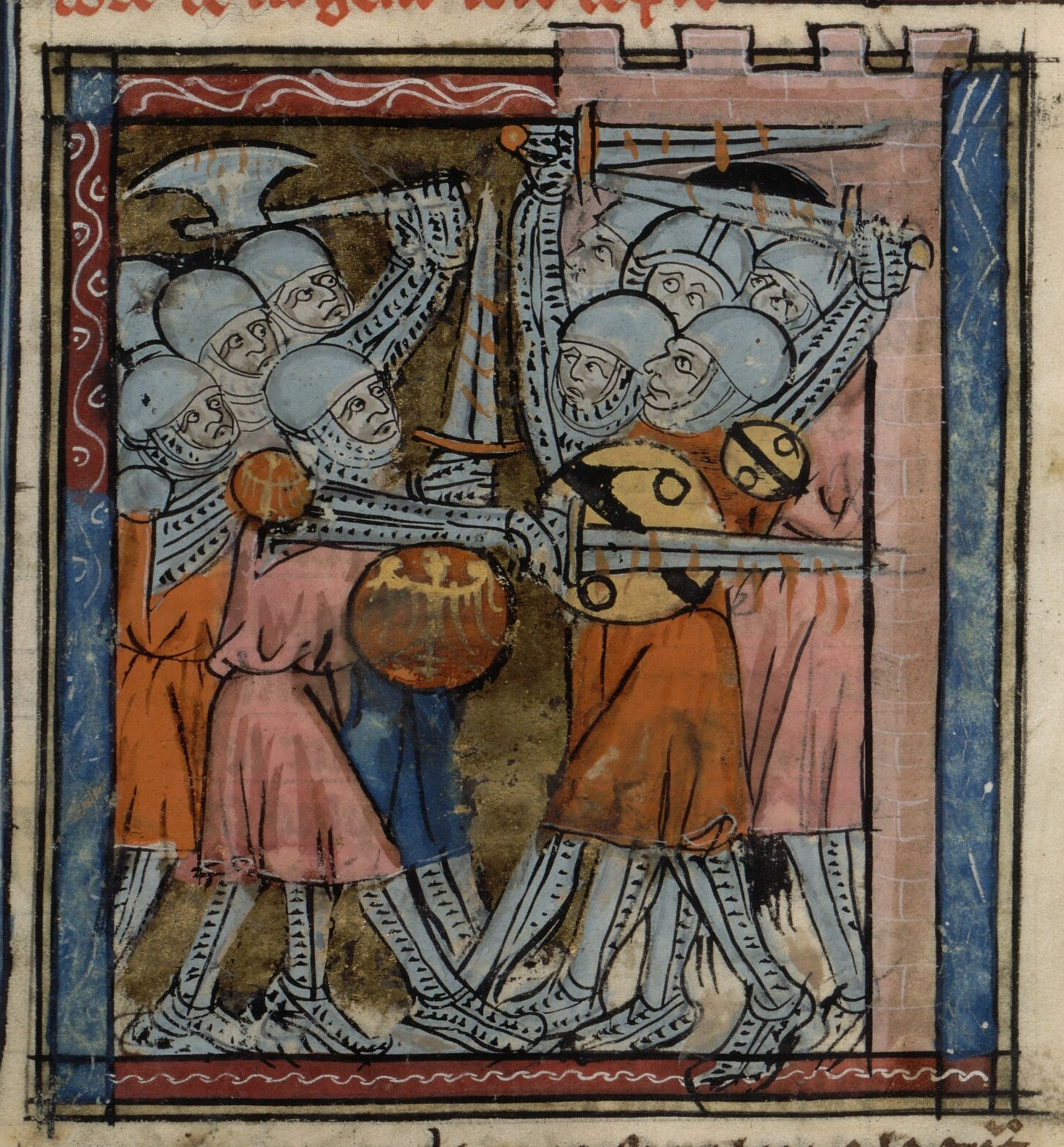
第1回十字軍中の1096年のニシュ包囲

6世紀後半からスラヴ人やアヴァール人の大規模な民族移動が始まった。551年にはスラヴ人がニシュを通過し、ダルマチアに到達した。580年代には南スラヴ人の部族スクラヴェニがセルビアやギリシャ北部を征服し、615年には町を支配した。スラヴ人の独立は短期間続き、785年にビザンティン皇帝コンスタンティノス6世によって征服された。
1018年、ビザンティン皇帝バシレイオス2世がシルミウム・テマを設立し、ニシュはその重要な都市の一つとなった。1072年、コンスタンティヌス・ボディンがビザンティンに対抗して反乱を起こし、ニシュを一時的に攻略したが、捕らえられた。1096年の民衆十字軍では隠者ピエールがニシュでビザンティン軍と衝突し、多くの兵を失った。
1155年にはデサ公がニシュを領有し、1188年にはステファン・ネマニャがニシュをセルビア王国の首都とした。1203年にはカロヤン・アセンがニシュを併合したが、ステファン・ネマニッチが再び支配した。
1375年、25日間の包囲の後、ニシュは初めてオスマン帝国の支配下に置かれた。1443年、ハンガリー王国のフニャディ・ヤーノシュとセルビアの君主ジョルジュ・ブランコヴィッチがオスマン軍と戦い、これに勝利してオスマン軍を撃退した（ニシュの戦い）。この戦いの後、再びオスマンに攻略されるまではニシュは自由都市として存続した。

### 近世
ニシュは1448年に再びオスマン帝国に屈服し、以後241年間その支配下にあった。オスマン時代、ニシュはニシュ・サンジャクやニシュ州の首府となり、現在も残るニシュ要塞が築かれた。1689年にはオーストリア軍とオスマン軍の間でニシュの戦い (1689年)が起こり、翌年オーストリアはニシュを奪還した。1737年、露土戦争中に再びオーストリアがニシュを攻略したが、1739年の戦争終結とともにオスマンの支配に戻った。

### 19世紀から第二次世界大戦まで

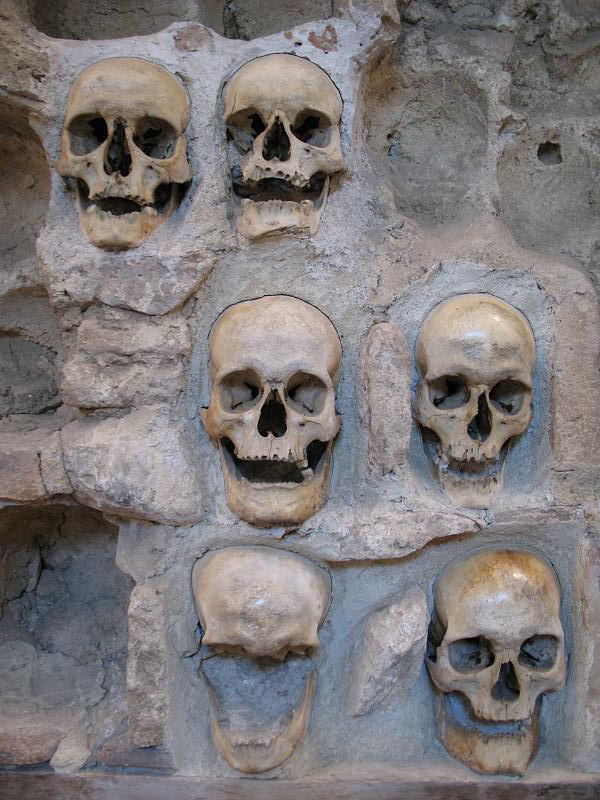
チェレ・クラ Ćele Kula

1809年、第一次セルビア蜂起の際にニシュの解放が企てられ、チェガルの戦いが起こった。戦いの後、セルビアの解放勢力はオスマンの司令官によって斬首され、警告のために塔に晒された。この塔は今日、頭蓋骨の塔チェレ・クラとして知られている。
ニシュは最終的にセルボ・トルコ戦争によって解放された。蜂起は1877年12月29日に始まり、セルビア軍が1878年1月11日にニシュに入り、セルビアの一部となった。解放後、ニシュは急速に近代化が進んだ。
1879年、ニシュに図書館やホテルが建設され、1881年には病院が開院した。市庁舎は1882年から1887年にかけて建設され、1883年には印刷所が、1884年には新聞社、ビール醸造所も設立された。同年、鉄道がニシュに開通し、ベオグラードからの最初の列車が到着した。1885年からはオリエントエクスプレスの終着駅となり、1888年にブルガリアのソフィアまで鉄道が延伸するまで続いた。

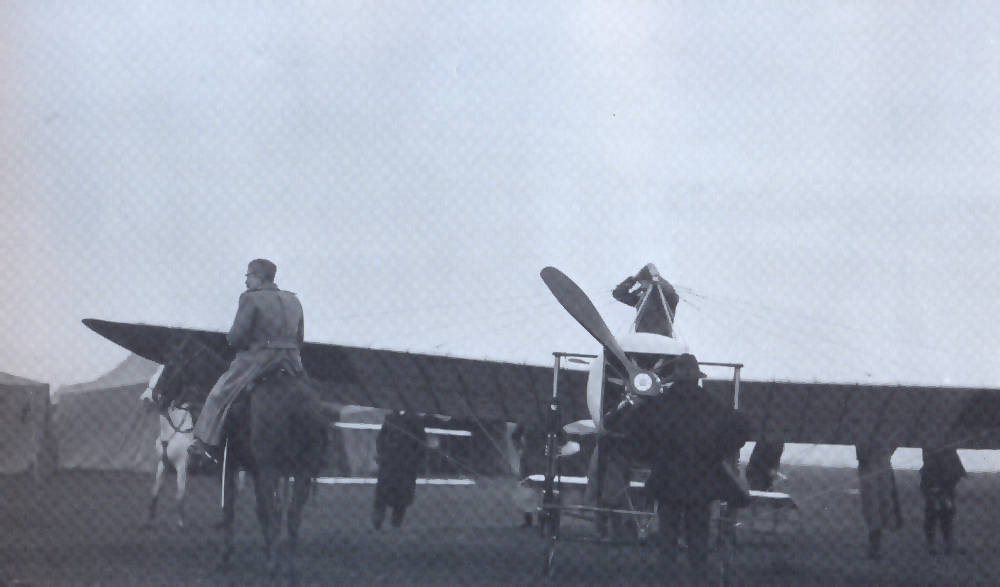
ニシュに最初に飛来したブレリオ XI 1912年

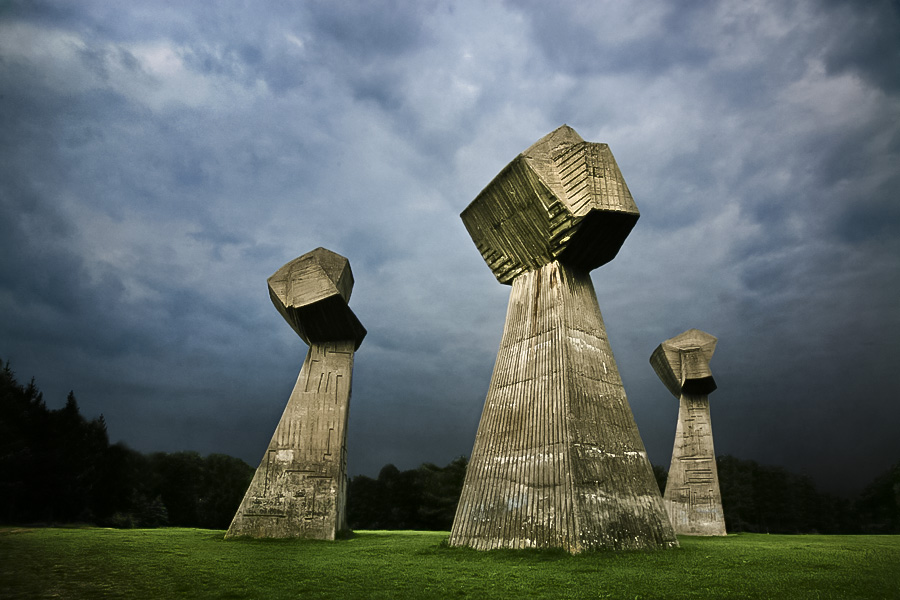
虐殺が行われたブバニの丘に建てられている記念碑（スポメニック）

1887年、ミハイロ・ディミツによりニシュ国立劇場が設立され、1897年にはミタ・リスティツによって織物工場が設立された。1905年にはナデジダ・ペトロヴィッチがアートコロニーを設立し、常設の映画館も開館した。1908年にはニシュヴァ川に当時セルビア最大の水力発電所が建設された。1912年にはトルパレフィールドに飛行場が建設され、12月29日に最初の飛行機が着陸した。1913年には市の博物館が開館し、考古学や民俗学の収蔵品が展示されている。
第一次バルカン戦争時、ニシュにはセルビア軍のオスマン帝国に対する軍事拠点が置かれた。第一次世界大戦時には戦時首都となり、政府機関や議会が置かれたが、1915年11月にセルビアが中央同盟国に征服されるまで続いた。テッサロニキ戦線の展開により、1918年10月12日にセルビア軍の元帥ペータル・ボヨヴィッチによってニシュは解放された。
戦後の数年間は復興に費やされ、1930年11月には路面電車の運行が開始された。国営航空のアエロプトが1930年にベオグラード-ニシュ-スコピエ-テッサロニキ間の運航を開始した。
第二次世界大戦時にはドイツがニシュを占領し、ユーゴスラビアで最初のナチスの強制収容所が設けられた。ここには30,000人が収容され、10,000人がブバニの丘で射殺された。1942年2月12日には147人の収容者の大脱走が起こり、1944年には連合国の激しい爆撃を受けた。1944年10月、ニシュはパルチザンとソ連軍によって解放された。

### 現代
1996年、ニシュはセルビアで初めてスロボダン・ミロシェヴィッチの支配に抵抗する都市となった。同年、ニシュ市長となったゾラン・ジヴコヴィッチはミロシェヴィッチ政権に対する抗議運動の指導者となり、のちにセルビア共和国首相に就任している。
コソボ紛争時の1999年にはNATOによる空爆が行われ、同年5月7日の攻撃で14名の市民が犠牲になった。

## 経済
ニシュはユーゴスラビア時代から開発が進んでいた都市で、1981年のGDPはユーゴスラビア平均の110%であった。行政的な中心であると同時に、ニシュはセルビア南部の交通網の重要な要衝であり、これは古代から続くものである。
現在でもニシュはセルビアの産業の重要な中心地で、タバコ産業はよく知られている。さらに、電気機械産業や建設、機械エンジニアリング、織物、貴金属、食品産業、皮革など、多様な産業が発展している。ニシュのタバコ工場は1930年に創業し、市内のツルヴェニ・クルストに立地している。ここではタバコや巻きタバコ、タバコ器具、フィルターなど、タバコに関連した製品が製造されている。1995年には研究所も設置され、新製品の開発が行われている。
民営化の過程で、ニシュのタバコ工場は2003年8月にフィリップモリスに買収された。フィリップモリスは5億8000万ユーロを投資し、これは2003年に外国企業がセルビアに行った投資としては最大のものであった。

## 交通

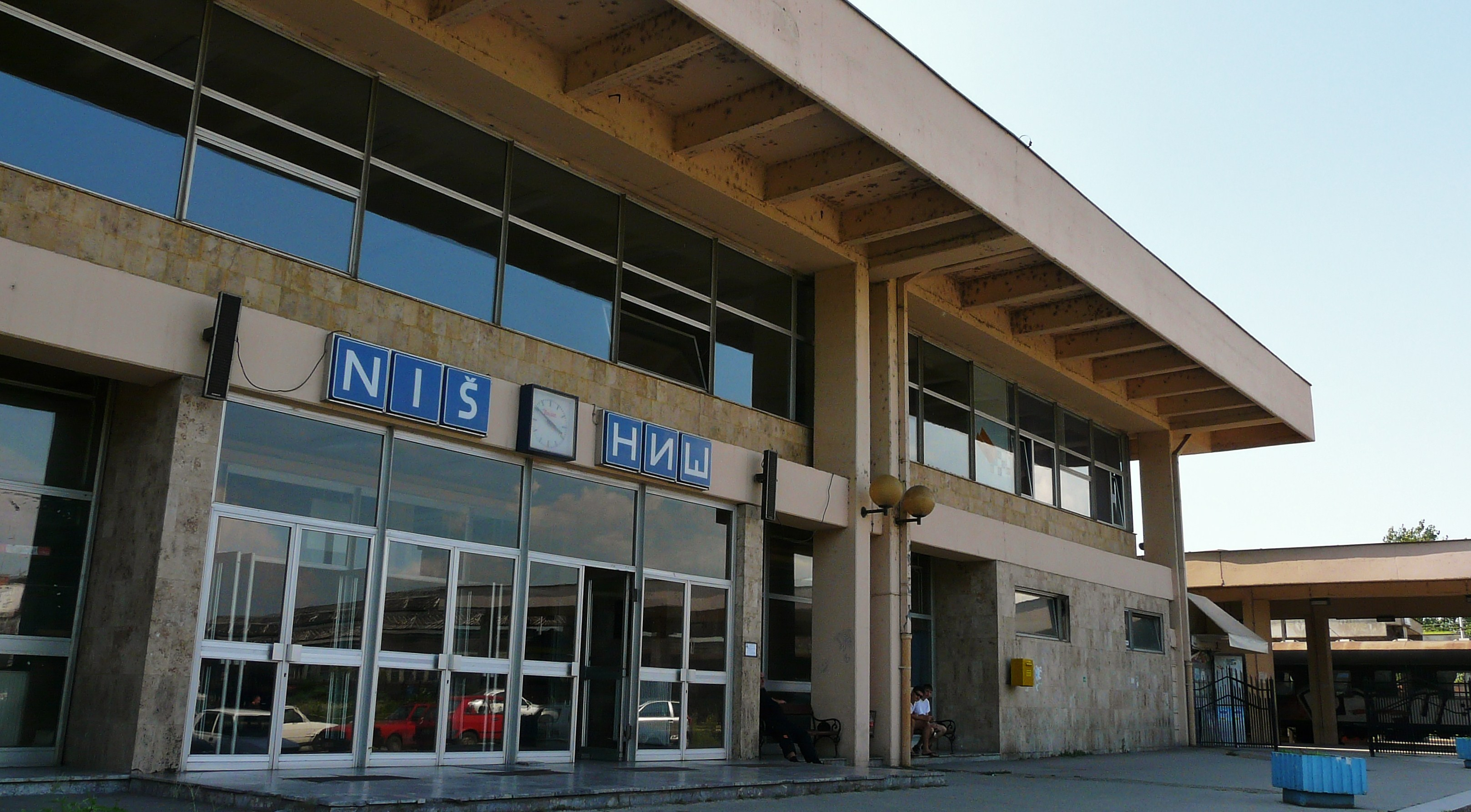
ニシュ駅

ニシュはモラヴァ川流域北部とヴァルダル川流域南部の重要な位置にあり、ギリシャと中央ヨーロッパを結ぶ主要交通回廊の途中に位置している。ニシュ地域には、ニシャヴァ川流域によって自然に形成されたソフィアやイスタンブールとを結ぶ回廊も通る。この都市の立地条件は歴史的に地域にとって大変重要な位置を占めてきた。この立地の利点が最初に活用されたのは、ローマ帝国によりミリタリス街道が敷かれたことである。この街道は、北方向のシンギドゥヌム（現代のベオグラード）や南東方向のコンスタンティノープル（現代のイスタンブール）と結ばれていた。

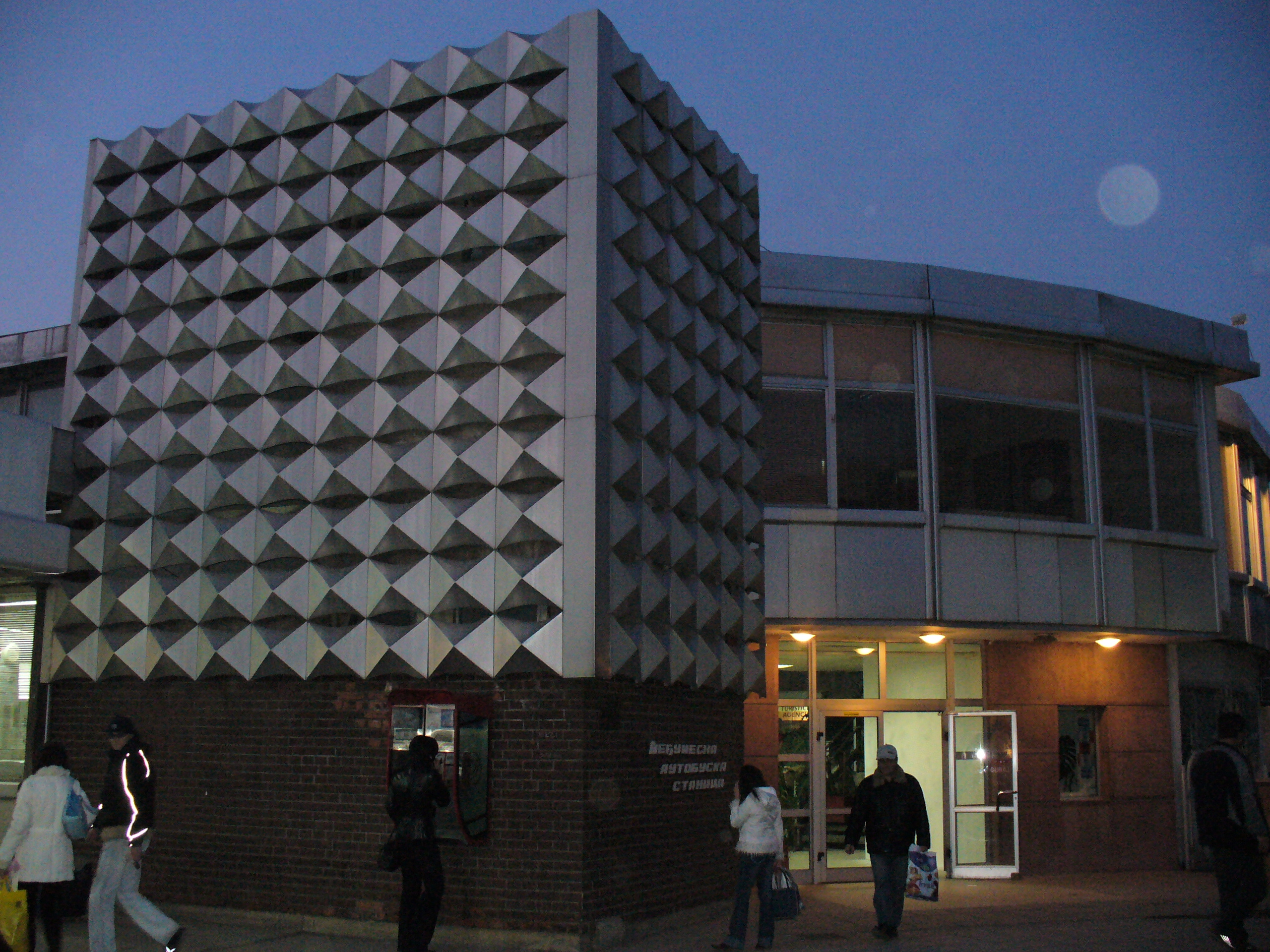
ニシュバスステーション

今日では、ニシュは欧州自動車道路E75号線によって北方向のベオグラードや中央ヨーロッパ、南方向のスコピエ、テッサロニキ、アテネと結ばれている。E80号線はニシュとソフィアやイスタンブール、さらに遠くのアナトリアや中東方面に伸びており、プリシュティナやモンテネグロ、アドリア海方面にも伸びている。E771号線はザイェチャル、クラドヴォ、ルーマニアのドロベタ＝トゥルヌ・セヴェリンへと続いている。鉄道もまた、道路と同様にニシュでは重要な要衝となっている。
コンスタンティヌス大帝空港 (Niš Constantine the Great Airport) （国際空港:INI）（セルビア語:Аеродром Константин Велики、英語:Niš Constantine the Great Airport）はセルビアで2番目に重要な空港であり、1910年に最初の飛行場として建設された。
市内の公共交通機関は13のバス路線により構成されている。ニシュには1930年から1958年にかけてトラムの路線も存在した。

## 行政区域
| ニシュ市は5つの基礎自治体で構成されている。4つの自治体はニシュの都市的地域にあり、ニシュカ・バニャは郊外の自治体である。2002年以前のニシュは2つの基礎自治体で構成され、1つはニシュでもう一つはニシュカ・バニャと呼称されていた。 ニシュの自治体の下はさらに街区に分かれている。 |                           |                        |                                     |                                 |
| メディヤナ（Medijana） | パリルラ（Palilula, Niš） | パンテレイ（Pantelej） | ツルヴェニ・クルスト（Crveni Krst） | ニシュカ・バニャ（Niška Banja） |
| Center | Palilula                  | Pantelej               | Crveni Krst                         | Niška Banja                     |
| Marger | Staro Groblje             | Jagodin Mala (一部)    | Beograd Mala                        | nas. Nikola Tesla (broj 6)      |
| Trg Kralja Aleksandra | Crni put                  | Durlan                 | Jagodin Mala (一部)                 | Jelašnica                       |
| Kičevo | Bubanj                    | Komren (一部)          | Komren (殆ど)                       | Sićevo                          |
| Čair | Ledena Stena              | Čalije                 | Šljaka                              | Ostrovica                       |
| Bulevar Nemanjica | Suvi Do                   | Somborska              | Medosevac                           | Prva Kutina                     |
| Bulevar Djindjica | Apelovac                  | Vrežina                |                                     | Radikina Bara                   |
| Medijana | Kovanluk                  |                        |                                     | Prosek                          |
| Trošarina | Tutunović Podrum          |                        |                                     | Čukljenik                       |
| Duvanište | Kalač Brdo                |                        |                                     | Donja i gornja Studena          |
| Brzi Brod | Gabrovačka reka           |                        |                                     |                                 |

## スポーツ

### サッカー
セルビア・スーペルリーガ所属のFKラドニチュキ・ニシュがある。

## 有名人・重要人物
- コンスタンティヌス1世 - ローマ皇帝。西暦272年、ニシュに生まれた。初めてのキリスト教皇帝としても知られ、コンスタンティヌス大帝と呼ばれる。
- ドラガン・ストイコビッチ - 1965年、ニシュに生まれたサッカー選手。代表としてのキャップ数 (Caps) 84で15ゴール。ユーロ84, 90, 2000、ワールドカップ90, 98に出場。長く代表の主将を務めたほか、クラブチームではFKラドニチュキ・ニシュ、レッドスター・ベオグラード、オリンピック・マルセイユ、Jリーグの名古屋グランパスエイトなどで活躍。引退後、ユーゴスラビアサッカー協会 (FSJ) 会長を経て、2005年からレッドスター・ベオグラード会長。2008年から2013年まで名古屋の監督を務め、2010年にはクラブを初のJリーグ優勝へ導いた。
- デヤン・ペトコヴィッチ - 1988-1991まで、FKラドニチュキ・ニシュに在籍した。レアル・マドリードなどを経て、2004年、2005年に、ブラジル国内リーグで、シルバーボール受賞。
- ユスティヌス1世 - ビザンティン・ユスティニアヌス王朝初代皇帝

## 国際関係

### 姉妹都市
市庁の公式サイトによれば、ニシュは以下の都市と姉妹都市の関係にある。
| - スコピエ, マケドニア共和国 - カッサンドラ, ギリシャ - スパルティ, ギリシャ | - グリファダ, ギリシャ - マルシ, ギリシャ - アリモス, ギリシャ | - ヴェリコ・タルノヴォ, ブルガリア - コシツェ, スロバキア - クルスク, ロシア | - サルトダル, ノルウェー - バート・ホンブルク, ドイツ - クラクフ, ポーランド |

### 他の協力関係、友好都市
- ウィーン, オーストリア[33]
- グラーツ, オーストリア[33]
- バルセロナ, スペイン[33]
- コロンバス, アメリカ[33]